# Seeth-Ekholt
Seeth-Ekholt (niederdeutsch: Seeth-Eekholt) ist eine Gemeinde im Kreis Pinneberg in Schleswig-Holstein. Beeklohe liegt im Gemeindegebiet.

## Geografie und Verkehr
Seeth-Ekholt liegt direkt östlich von Elmshorn an der Bundesautobahn 23 von Hamburg nach Elmshorn.

## Geschichte
Seeth-Ekholt wird erstmals 1351 im Kieler Rentbuch als Sethe urkundlich erwähnt. Der Name entwickelte sich über „Zeethe“ 1388, „Szete“ 1564, „Seth“ 1700 zu „Seeth“ 1915 und der Name Ekholt entwickelte sich über „Eekholt“ und „Eckholt“ zur heutigen Schreibweise „Seeth-Ekholt“. Das niederdeutsche Wort Ekholt bedeutet ins Hochdeutsche übertragen Eichenholz.
Das Gebiet der Gemeinde gehörte einst zum Amt Barmstedt, aus welchem 1650 die Reichsgrafschaft Rantzau wurde.

## Politik

### Gemeindevertretung
- WGSE: 6
- CDU: 5

Ergebnis der Kommunalwahl vom 14. Mai 2023
| Partei                                 | Prozent | Sitze |
| -------------------------------------- | ------- | ----- |
| Wählergemeinschaft Seeth-Ekholt (WGSE) | 52,40 % | 6     |
| CDU                                    | 47,60 % | 5     |

### Bürgermeister
Am 7. Juni 2023 wurde Dierk Behn (CDU) zum neuen Bürgermeister gewählt, nachdem die WGSE auf ihr Vorschlagsrecht verzichtet hat.

### Wappen
Blasonierung: „Von Blau und Rot durch ein bewurzeltes, dreiblättriges silbernes Eichbäumchen mit zwei Eicheln gespalten.“

## Belege
1. ↑  Statistikamt Nord – Bevölkerung der Gemeinden in Schleswig-Holstein 4. Quartal 2023 (XLSX-Datei) (Fortschreibung auf Basis des Zensus 2022) (Hilfe dazu).
2. ↑  Schleswig-Holstein-Topographie. Bd. 9: Schönberg - Tielenhemme. Flying-Kiwi-Verl. Junge, Flensburg 2007, ISBN 978-3-926055-91-0, S. 83 (dnb.de [abgerufen am 31. Juli 2020]).
3. ↑  Amtliches Endergebnis der Gemeindewahl der Gemeinde Seeth-Ekholt am 14.05.2023. Abgerufen am 31. Juli 2023.
4. ↑  Grischa Beißner: SDierk Behn ist der neue Bürgermeister von Seeth-Ekholt | shz.de. Abgerufen am 31. Juli 2023.
5. ↑  Kommunale Wappenrolle Schleswig-Holstein